# تجزیه و تحلیل و شرح ردیف موسیقی ایران
تجزیه و تحلیل و شرح ردیف موسیقی ایران کتابی است از فرهاد فخرالدینی، موسیقی‌دان و نوازندهٔ ایرانی در شرح و تحلیل ردیف موسیقی ایرانی. این کتاب در سال ۱۳۹۲ منتشر شد.

## محتوا
این کتاب در ۲۰ فصل تدوین شده‌است. فصول ابتدایی به فواصل موسیقی ایرانی، وزن و ضرب‌آهنگ در موسیقی ایرانی، تاریخچهٔ ردیف و مقام و مفاهیم پایه‌ای می‌پردازند، و نه فصل انتهایی، به بررسی هفت دستگاه موسیقی ایرانی و گوشه‌های آن‌ها تخصیص یافته‌اند.
فخرالدینی گفته‌است که مبنای تقسیم‌بندی ردیف در این کتاب، ردیف‌های موسی معروفی، نورعلی برومند، ابوالحسن صبا و علی تجویدی بوده‌است و از این میان ردیف تجویدی را دقیق‌ترین ردیف یافته‌است.

## نقد
کامبیز روشن‌روان این کتاب را «شرحی ارزشمند از ردیف‌نوازی موسیقی ایرانی» نامیده‌است.
روشی که در این کتاب برای تحلیل ردیف به کار گرفته شده، متکی بر تحقیقات موسیقی‌دانان قدیم ایران، نظیر صفی‌الدین ارموی و عبدالقادر مراغی است. از همین رو، کتاب به خاطر نداشتن نشانی از یافته‌های اخیر در حوزهٔ ردیف و موسیقی، و رویکرد قدیمی‌اش، مورد انتقاد قرار گرفته‌است.